# AP-25T
AP-25T – projektor filmowy służący do projekcji na taśmie 16 mm, produkowany w latach 60. i 70. XX wieku przez Łódzkie Zakłady Kinotechniczne. 

## Konstrukcja
Źródło światła projektora stanowiła żarówka projekcyjna o mocy 500 W, na
napięcie 220 V. Napęd stanowił jednofazowy silnik ze zwartym uzwojeniem
wirnika (35 W, 220 V). W projektorze zastosowano optyczny układ odczytu dźwięku
składający się z żarówki naświetlającej (6 V, 30 W), mikroobiektywu i komórki fotoelektrycznej typu 6PP75.

## Wyposażenie
W zestawie wraz z projektorem znajdowały się oddzielne głośniki (2 x 2 W). Aparat dostarczany był z obiektywem o ogniskowej 50 mm i otworze względnym 1:1,6.

## Wybrane parametry techniczne
- Napięcie pracy 220 V/50 Hz
- Pobór mocy 600 W
- Prędkość obrotowa silnika 2700 obr./min
- Strumień świetlny: 120 lm
- Wymiar podstawy ekranu max-1,85x1,36 m, min-1,25x0,92 m
- Wzmacniacz: 4 W (Moc maksymalna 7 W)
- Wymiary gabarytowe (wraz ze wzmacniaczem): 340 x 290 x 400 mm
- Masa: 20 kg